# The Remixes (Shakira)
The Remixes è il primo album di remix della cantante colombiana Shakira, pubblicato nel 1997 dalla Sony Music.

## Tracce
Testi e musiche di Shakira e Luis Fernando Ochoa
1. Shakira DJ Memêgamix – 6:20
2. Estoy aquí (Extended Remix) – 9:30
3. Estou aquí (Português) – 3:52
4. Dónde estás corazón (Dance Remix) – 8:08
5. Un poco de amor (Extended Dancehall 12") – 5:47
6. Um pouco de amor ((Português)) – 3:54
7. Pies descalzos, sueños blancos ((Memê's Super Club Mix)) – 8:42
8. Pés descalços ((Português)) – 3:24
9. Estoy aquí ((Timbalero Dub)) – 6:06
10. Dónde estás corazón? ((Dub-A-Pella Mix)) – 6:39
11. Un poco de amor ((Memê's Jazz Experience)) – 4:41
12. Pies descalzos, sueños blancos ((The Timbalero Dub 97)) – 6:38